# Vu电视
Vu电视（Vu Televisions），或者称Vu科技（Vu Technologies），是一个2006年成立于印度孟买的奢侈电视品牌和LED电视及显示制造商。它也是印度最大的电视线上品牌。

## 历史和产品
2006年，德维塔·萨拉夫创建了Vu科技，并担任首席执行官和研发负责人。
2012年，公司实现了盈利，并开始向美国市场出口。2014年，它引进4KHD超高畫質電視技术，并在年底销售超过4万台电视。2015年，他的销售打到30万台。之后它将25%的股权转给私人资本投资者。
2016年，Vu引入娱乐应用系统到电视机总，其中视频点播技术包括奈飞等预加载功能。该公司在印度有20个销售门店。之后电视升级移动高清链接技术并内置搭设无线显示支持，并最终创设印度首家搭设OS X 美洲狮操作系统。此外她还专设焖至搭载微软视窗和安卓系统的电视机。公司与当地著名设计师塔伦·塔希里安尼合作设计平台。
除了印度市场外，Vu电视机还销售到60个国家，它也占据了印度的线上品牌销量冠军的位置。在2016年，弗利普卡特成为它的线上战略伙伴，该品牌也占有弗利普卡特平台的40%电视销量。
Vu科技的面板零部件全部进口自中国大陆、台湾、韩国和日本。因为其高清显示技术和可支配的价格，Vu品牌在线上销量在2016-17年度长速打到200%。